# Sixième circonscription des Pyrénées-Atlantiques
La sixième circonscription des Pyrénées-Atlantiques est l'une des 6 circonscriptions législatives françaises que compte le département des Pyrénées-Atlantiques (64) situé en région Nouvelle-Aquitaine.

## Description géographique et démographique
La sixième circonscription des Pyrénées-Atlantiques est délimitée par le découpage électoral de la loi no 86-1197 du 24 novembre 1986
, elle regroupe les divisions administratives suivantes : 
- canton de Biarritz-Est,
- canton de Biarritz-Ouest,
- canton d'Espelette,
- canton d'Hendaye,
- canton de Saint-Jean-de-Luz,
- canton d'Ustaritz.

Elle comprend une partie de la ville de Biarritz et de son agglomération. C'est donc une circonscription urbaine, qui comprend cependant quelques communes rurales.
Cette circonscription a été créée en 1986.
D'après le recensement général de la population en 1999, réalisé par l'Institut national de la statistique et des études économiques (INSEE), la population totale de cette circonscription est estimée à 110900 habitants,.

## Historique des députations
| Législature | Début de mandat   | Fin de mandat     | Député                | Parti politique | Observations |
| ----------- | ----------------- | ----------------- | --------------------- | --------------- | --- |
| IXe         | 23 juin 1988      | 1er avril 1993    | Michèle Alliot-Marie, | RPR,            | |
| Xe          | 2 avril 1993      | 1er mai 1993      | Michèle Alliot-Marie, | RPR,            | Remplacée du 1er mai 1993 au 26 juillet 1995 par Daniel Poulou (UDF) à la suite de sa nomination au gouvernement. À la suite de la démission de ce dernier, une élection partielle est organisée le 17 septembre 1995 ; Michèle Alliot-Marie est réélue. Mandat écourté à la suite d'une dissolution parlementaire décidée par Jacques Chirac. |
| Xe          | 1er mai 1993      | 26 juillet 1995   | Daniel Poulou,        | UDF,            | Remplacée du 1er mai 1993 au 26 juillet 1995 par Daniel Poulou (UDF) à la suite de sa nomination au gouvernement. À la suite de la démission de ce dernier, une élection partielle est organisée le 17 septembre 1995 ; Michèle Alliot-Marie est réélue. Mandat écourté à la suite d'une dissolution parlementaire décidée par Jacques Chirac. |
| Xe          | 26 juillet 1995   | 17 septembre 1995 | Vacant,               | Vacant,         | Remplacée du 1er mai 1993 au 26 juillet 1995 par Daniel Poulou (UDF) à la suite de sa nomination au gouvernement. À la suite de la démission de ce dernier, une élection partielle est organisée le 17 septembre 1995 ; Michèle Alliot-Marie est réélue. Mandat écourté à la suite d'une dissolution parlementaire décidée par Jacques Chirac. |
| Xe          | 17 septembre 1995 | 21 avril 1997     | Michèle Alliot-Marie, | RPR,            | Remplacée du 1er mai 1993 au 26 juillet 1995 par Daniel Poulou (UDF) à la suite de sa nomination au gouvernement. À la suite de la démission de ce dernier, une élection partielle est organisée le 17 septembre 1995 ; Michèle Alliot-Marie est réélue. Mandat écourté à la suite d'une dissolution parlementaire décidée par Jacques Chirac. |
| XIe         | 12 juin 1997      | 18 juin 2002      | Michèle Alliot-Marie, | RPR,            | |
| XIIe        | 19 juin 2002      | 19 juillet 2002   | Michèle Alliot-Marie, | UMP,            | Remplacée à partir du 19 juillet 2002 par Daniel Poulou (UMP) à la suite de sa nomination au gouvernement. |
| XIIe        | 19 juillet 2002   | 19 juin 2007      | Daniel Poulou,        | UMP,            | Remplacée à partir du 19 juillet 2002 par Daniel Poulou (UMP) à la suite de sa nomination au gouvernement. |
| XIIIe       | 20 juin 2007      | 19 juillet 2007   | Michèle Alliot-Marie  | UMP             | Remplacée à partir du 19 juillet 2007 par Daniel Poulou (UMP) à la suite de sa nomination au gouvernement. |
| XIIIe       | 19 juillet 2007   | 19 juin 2012      | Daniel Poulou         | UMP             | Remplacée à partir du 19 juillet 2007 par Daniel Poulou (UMP) à la suite de sa nomination au gouvernement. |
| XIVe        | 20 juin 2012      | 20 juin 2017      | Sylviane Alaux        | PS              | |
| XVe         | 21 juin 2017      | 21 juin 2022      | Vincent Bru           | MoDem           | |
| XVIe        | 22 juin 2022      | 9 juin 2024       | Vincent Bru           | MoDem           | Mandat écourté à la suite d'une dissolution parlementaire décidée par Emmanuel Macron. |
| XVIIe       | 8 juillet 2024    | En cours          | Peio Dufau            | EH Bai          | |

## Historique des élections
Voici la liste des résultats des élections législatives dans la circonscription depuis le découpage électoral de 1986 : 

### Élections de 1988
| Candidat       | Candidat                             | Parti             | Premier tour | Premier tour | Second tour | Second tour |  |
| Candidat       | Candidat                             | Parti             | Voix         | %            | Voix        | %           |  |
| -------------- | ------------------------------------ | ----------------- | ------------ | ------------ | ----------- | ----------- |  |
|                | Michèle Alliot-Marie sortante réélue | RPR (URC)         | 23 364       | 48,74        | 29 162      | 57,86       |  |
|                | Raphaël Lassallette                  | PS                | 16 058       | 33,5         | 21 241      | 42,14       |  |
|                | Pierre Brunel                        | FN                | 3 269        | 6,82         |             |             |  |
|                | Richard Irazusta                     | Régionaliste (AB) | 2 742        | 5,72         |             |             |  |
|                | Anne-Marie Boudon                    | PCF               | 1 884        | 3,93         |             |             |  |
|                | Michel Colet                         | Divers droite     | 615          | 1,28         |             |             |  |
|                |                                      |                   |              |              |             |             |  |
| Inscrits       | Inscrits                             | Inscrits          | 72 161       | 100,00       | 72 155      | 100,00      |  |
| Abstentions    | Abstentions                          | Abstentions       | 23 355       | 32,37        | 20 536      | 28,46       |  |
| Votants        | Votants                              | Votants           | 48 806       | 67,63        | 51 619      | 71,54       |  |
| Blancs et nuls | Blancs et nuls                       | Blancs et nuls    | 874          | 1,79         | 1 216       | 2,36        |  |
| Exprimés       | Exprimés                             | Exprimés          | 47 932       | 98,21        | 50 403      | 97,64       |  |

Le suppléant de Michèle Alliot-Marie était Paul Ricau, conseiller général, maire de Saint-Jean-de-Luz.

### Élections de 1993
| Candidat       | Candidat                             | Parti             | Premier tour | Premier tour | Second tour | Second tour |  |
| Candidat       | Candidat                             | Parti             | Voix         | %            | Voix        | %           |  |
| -------------- | ------------------------------------ | ----------------- | ------------ | ------------ | ----------- | ----------- |  |
|                | Michèle Alliot-Marie sortante réélue | RPR (UPF)         | 21 753       | 43,27        | 30 587      | 64,54       |  |
|                | Raphaël Lassallette                  | PS (ADFP)         | 7 797        | 15,51        | 16 803      | 35,46       |  |
|                | Paul Badiola                         | diss. UDF         | 5 990        | 11,92        |             |             |  |
|                | Ferdinand Ginoux                     | FN                | 3 647        | 7,25         |             |             |  |
|                | Michel Veunac                        | GÉ (EÉ)           | 3 179        | 6,32         |             |             |  |
|                | Richard Irazusta                     | Régionaliste (AB) | 2 528        | 5,03         |             |             |  |
|                | Marie-Carmen Ponce                   | PCF               | 2 277        | 4,53         |             |             |  |
|                | Carole Flamant                       | LT-LNÉ            | 1 315        | 2,62         |             |             |  |
|                | André Gaborieau                      | Divers            | 952          | 1,89         |             |             |  |
|                | Jean Pagola                          | Régionaliste      | 833          | 1,66         |             |             |  |
|                |                                      |                   |              |              |             |             |  |
| Inscrits       | Inscrits                             | Inscrits          | 76 463       | 100,00       | 76 463      | 100,00      |  |
| Abstentions    | Abstentions                          | Abstentions       | 23 930       | 31,3         | 25 278      | 33,06       |  |
| Votants        | Votants                              | Votants           | 52 533       | 68,7         | 51 185      | 66,94       |  |
| Blancs et nuls | Blancs et nuls                       | Blancs et nuls    | 2 262        | 4,31         | 3 795       | 7,41        |  |
| Exprimés       | Exprimés                             | Exprimés          | 50 271       | 95,69        | 47 390      | 92,59       |  |

Le suppléant de Michèle Alliot-Marie était Daniel Poulou, UDF, directeur de société, maire d'Urrugne. Daniel Poulou remplaça Michèle Alliot-Marie, nommée membre du gouvernement, du 2 mai 1993 au 26 juillet 1995.

### Élection partielle de 1995
| Candidat       | Candidat                             | Parti             | Premier tour | Premier tour | Second tour | Second tour |  |
| Candidat       | Candidat                             | Parti             | Voix         | %            | Voix        | %           |  |
| -------------- | ------------------------------------ | ----------------- | ------------ | ------------ | ----------- | ----------- |  |
|                | Michèle Alliot-Marie sortante réélue | RPR               | 15 137       | 57,37        | 17 792      | 67,19       |  |
|                | Jean-Paul Madrid                     | PS                | 5 137        | 19,47        | 8 690       | 32,81       |  |
|                | Richard Irazusta                     | Régionaliste (AB) | 2 109        | 7,99         |             |             |  |
|                | Helyett Ginoux                       | FN                | 1 939        | 7,35         |             |             |  |
|                | Marie-Carmen Ponce-Nazabal           | PCF               | 1 302        | 4,93         |             |             |  |
|                | Isabelle Ufferte                     | LO                | 759          | 2,87         |             |             |  |
|                |                                      |                   |              |              |             |             |  |
| Inscrits       | Inscrits                             | Inscrits          | 78 045       | 100,00       | 78 024      | 100,00      |  |
| Abstentions    | Abstentions                          | Abstentions       | 50 691       | 64,95        | 50 000      | 64,08       |  |
| Votants        | Votants                              | Votants           | 27 354       | 35,05        | 28 024      | 35,92       |  |
| Blancs et nuls | Blancs et nuls                       | Blancs et nuls    | 971          | 3,55         | 1 542       | 5,5         |  |
| Exprimés       | Exprimés                             | Exprimés          | 26 383       | 96,45        | 26 482      | 94,5        |  |

Le suppléant de Michèle Alliot-Marie était Daniel Poulou.

### Élections de 1997
| Candidat       | Candidat                             | Parti          | Premier tour | Premier tour | Second tour | Second tour |  |
| Candidat       | Candidat                             | Parti          | Voix         | %            | Voix        | %           |  |
| -------------- | ------------------------------------ | -------------- | ------------ | ------------ | ----------- | ----------- |  |
|                | Michèle Alliot-Marie sortante réélue | RPR            | 18 996       | 39,81        | 28 183      | 55,53       |  |
|                | Raphaël Lassallette                  | PS             | 11 778       | 24,68        | 22 569      | 44,47       |  |
|                | Helyett Ginoux                       | FN             | 4 161        | 8,72         |             |             |  |
|                | Richard Irazusta                     | Divers         | 3 151        | 6,6          |             |             |  |
|                | Anne-Marie Boudon                    | PCF            | 2 910        | 6,1          |             |             |  |
|                | Claire Noblia                        | Régionaliste   | 2 127        | 4,46         |             |             |  |
|                | Yves Desplat                         | LDI (MPF)      | 1 859        | 3,9          |             |             |  |
|                | Bernard Alaman                       | MÉI            | 1 766        | 3,7          |             |             |  |
|                | Hervé Sarda                          | MDC            | 967          | 2,03         |             |             |  |
|                |                                      |                |              |              |             |             |  |
| Inscrits       | Inscrits                             | Inscrits       | 77 804       | 100,00       | 77 802      | 100,00      |  |
| Abstentions    | Abstentions                          | Abstentions    | 27 298       | 35,09        | 23 534      | 30,25       |  |
| Votants        | Votants                              | Votants        | 50 506       | 64,91        | 54 268      | 69,75       |  |
| Blancs et nuls | Blancs et nuls                       | Blancs et nuls | 2 791        | 5,53         | 3 516       | 6,48        |  |
| Exprimés       | Exprimés                             | Exprimés       | 47 715       | 94,47        | 50 752      | 93,52       |  |

Le suppléant de Michèle Alliot-Marie était Daniel Poulou.

### Élections de 2002
| Candidat       | Candidat                             | Parti             | Premier tour | Premier tour | Second tour | Second tour |  |
| Candidat       | Candidat                             | Parti             | Voix         | %            | Voix        | %           |  |
| -------------- | ------------------------------------ | ----------------- | ------------ | ------------ | ----------- | ----------- |  |
|                | Michèle Alliot-Marie sortante réélue | UMP               | 25 940       | 49           | 29 409      | 60,88       |  |
|                | Sylviane Alaux                       | PS                | 12 096       | 22,85        | 18 900      | 39,12       |  |
|                | Helyett Ginoux                       | FN                | 3 040        | 5,74         |             |             |  |
|                | Jean-Pierre Dirassar                 | Régionaliste (AB) | 2 987        | 5,64         |             |             |  |
|                | Serge Lonca                          | Les Verts         | 2 223        | 4,2          |             |             |  |
|                | Anne-Marie Boudon                    | PCF               | 1 407        | 2,66         |             |             |  |
|                | Pascale Pierret                      | CPNT              | 1 230        | 2,32         |             |             |  |
|                | Inaki Ibarloza                       | Régionaliste      | 981          | 1,85         |             |             |  |
|                | Didier Tastet                        | Divers            | 861          | 1,63         |             |             |  |
|                | Daniel Couret                        | LCR               | 697          | 1,32         |             |             |  |
|                | Michèle Noulibos                     | LO                | 444          | 0,84         |             |             |  |
|                | Jean-Max Caulé                       | MPF               | 419          | 0,79         |             |             |  |
|                | Cécile Brémont                       | MNR               | 332          | 0,63         |             |             |  |
|                | Sébastien Larrivière                 | ND                | 286          | 0,54         |             |             |  |
|                | François Belin                       | Divers            | 0            | 0            |             |             |  |
|                |                                      |                   |              |              |             |             |  |
| Inscrits       | Inscrits                             | Inscrits          | 85 397       | 100,00       | 85 398      | 100,00      |  |
| Abstentions    | Abstentions                          | Abstentions       | 30 981       | 36,28        | 34 482      | 40,38       |  |
| Votants        | Votants                              | Votants           | 54 416       | 63,72        | 50 916      | 59,62       |  |
| Blancs et nuls | Blancs et nuls                       | Blancs et nuls    | 1 473        | 2,71         | 2 607       | 5,12        |  |
| Exprimés       | Exprimés                             | Exprimés          | 52 943       | 97,29        | 48 309      | 94,88       |  |

Le suppléant de Michèle Alliot-Marie était Daniel Poulou. Daniel Poulou remplaça Michèle Alliot-Marie, nommée membre du gouvernement, du 19 juillet 2002 au 19 juin 2007.

### Élections de 2007
| Candidat       | Candidat                             | Parti              | Premier tour | Premier tour | Second tour | Second tour |  |
| Candidat       | Candidat                             | Parti              | Voix         | %            | Voix        | %           |  |
| -------------- | ------------------------------------ | ------------------ | ------------ | ------------ | ----------- | ----------- |  |
|                | Michèle Alliot-Marie sortante réélue | UMP                | 27 436       | 48,88        | 30 460      | 58,37       |  |
|                | Sylviane Alaux                       | PS                 | 11 567       | 20,61        | 21 726      | 41,63       |  |
|                | Roland Machenaud                     | UDF–MoDem          | 5 367        | 9,56         |             |             |  |
|                | Benat Elizondo                       | Régionaliste (EHB) | 5 104        | 9,09         |             |             |  |
|                | Christine Labrousse                  | LCR                | 1 172        | 2,09         |             |             |  |
|                | Henri Chevrat                        | FN                 | 1 167        | 2,08         |             |             |  |
|                | Marie Felices                        | Les Verts          | 1 146        | 2,04         |             |             |  |
|                | Pierre Batby                         | PCF                | 1 123        | 2            |             |             |  |
|                | Michel Aguilera                      | LT-LNÉ             | 714          | 1,27         |             |             |  |
|                | Pascale Pierret                      | CPNT               | 704          | 1,25         |             |             |  |
|                | Jacqueline Desoutter                 | Divers             | 348          | 0,62         |             |             |  |
|                | Michèle Noulibos                     | LO                 | 282          | 0,5          |             |             |  |
|                |                                      |                    |              |              |             |             |  |
| Inscrits       | Inscrits                             | Inscrits           | 91 679       | 100,00       | 91 778      | 100,00      |  |
| Abstentions    | Abstentions                          | Abstentions        | 34 811       | 37,97        | 37 490      | 40,85       |  |
| Votants        | Votants                              | Votants            | 56 868       | 62,03        | 54 288      | 59,15       |  |
| Blancs et nuls | Blancs et nuls                       | Blancs et nuls     | 738          | 1,3          | 2 102       | 3,87        |  |
| Exprimés       | Exprimés                             | Exprimés           | 56 130       | 98,7         | 52 186      | 96,13       |  |

### Élections de 2012
| Candidat       | Candidat                      | Parti          | Premier tour | Premier tour | Second tour | Second tour |  |
| Candidat       | Candidat                      | Parti          | Voix         | %            | Voix        | %           |  |
| -------------- | ----------------------------- | -------------- | ------------ | ------------ | ----------- | ----------- |  |
|                | Michèle Alliot-Marie sortante | UMP            | 19 517       | 35,37        | 25 908      | 48,38       |  |
|                | Sylviane Alaux élue           | PS             | 17 412       | 31,55        | 27 648      | 51,62       |  |
|                | Peio Etcheverry-Ainchart      | EHB            | 5 400        | 9,78         |             |             |  |
|                | Frank Jalleau-Longueville     | RBM (FN)       | 3 495        | 6,33         |             |             |  |
|                | Marie Contraires              | CpF (MoDem)    | 2 124        | 3,85         |             |             |  |
|                | Yvette Debarbieux             | FG (PCF)       | 2 104        | 3,81         |             |             |  |
|                | Philippe Etcheverry           | EÉLV (EA)      | 1 793        | 3,25         |             |             |  |
|                | Jean Tellechea                | EAJ-PNB        | 989          | 1,79         |             |             |  |
|                | Michel Lamarque               | Divers         | 980          | 1,78         |             |             |  |
|                | Jean-François Zunzarren       | Divers droite  | 522          | 0,95         |             |             |  |
|                | Christophe Leprêtre           | AÉI            | 356          | 0,65         |             |             |  |
|                | Sylvie Laplace                | NPA            | 297          | 0,54         |             |             |  |
|                | Michèle Noulibos              | LO             | 173          | 0,31         |             |             |  |
|                | Sophie Hautenauve             | Pirate         | 25           | 0,05         |             |             |  |
|                |                               |                |              |              |             |             |  |
| Inscrits       | Inscrits                      | Inscrits       | 94 887       | 100,00       | 94 877      | 100,00      |  |
| Abstentions    | Abstentions                   | Abstentions    | 38 903       | 41           | 38 877      | 40,98       |  |
| Votants        | Votants                       | Votants        | 55 984       | 59           | 56 000      | 59,02       |  |
| Blancs et nuls | Blancs et nuls                | Blancs et nuls | 797          | 1,42         | 2 444       | 4,36        |  |
| Exprimés       | Exprimés                      | Exprimés       | 55 187       | 98,58        | 53 556      | 95,64       |  |

### Élections de 2017
|                                                                                      |                                                                     |                           |                           |                          |                          |
|                                                                                      |                                                                     | Premier tour 11 juin 2017 | Premier tour 11 juin 2017 | Second tour 18 juin 2017 | Second tour 18 juin 2017 |
|                                                                                      |                                                                     |                           |                           |                          |                          |
|                                                                                      |                                                                     | Nombre                    | % des inscrits            | Nombre                   | % des inscrits           |
| Inscrits                                                                             | Inscrits                                                            | 99 403                    | 100,00                    | 99 395                   | 100,00                   |
| Abstentions                                                                          | Abstentions                                                         | 46 732                    | 47,01                     | 56 536                   | 56,88                    |
| Votants                                                                              | Votants                                                             | 52 671                    | 52,99                     | 42 859                   | 43,12                    |
|                                                                                      |                                                                     |                           | % des votants             |                          | % des votants            |
| Bulletins blancs                                                                     | Bulletins blancs                                                    | 715                       | 1,36                      | 4 487                    | 10,47                    |
| Bulletins nuls                                                                       | Bulletins nuls                                                      | 369                       | 0,70                      | 1 785                    | 4,16                     |
| Suffrages exprimés                                                                   | Suffrages exprimés                                                  | 51 587                    | 97,94                     | 36 587                   | 85,37                    |
|                                                                                      |                                                                     |                           |                           |                          |                          |
| Candidat Étiquette politique (partis et alliances)                                   | Candidat Étiquette politique (partis et alliances)                  | Voix                      | % des exprimés            | Voix                     | % des exprimés           |
|                                                                                      |                                                                     |                           |                           |                          |                          |
|                                                                                      | Vincent Bru Mouvement démocrate (La République en marche)           | 20 087                    | 38,94                     | 22 872                   | 62,51                    |
|                                                                                      | Maider Arosteguy Les Républicains (Les Centristes)                  | 7 882                     | 15,28                     | 13 715                   | 37,49                    |
|                                                                                      | Peio Etcheverry-Ainchart Abertzale (Euskal Herria Bai)              | 6 191                     | 12,00                     |                          |                          |
|                                                                                      | Christine Labrousse La France insoumise                             | 4 804                     | 9,31                      |                          |                          |
|                                                                                      | Sylviane Alaux (députée sortante) Parti socialiste                  | 3 848                     | 7,46                      |                          |                          |
|                                                                                      | Sylviane Lopez Front national                                       | 3 309                     | 6,41                      |                          |                          |
|                                                                                      | Sophie Bussière Europe Écologie Les Verts                           | 1 824                     | 3,54                      |                          |                          |
|                                                                                      | Jean Tellechea Régionaliste (Parti nationaliste basque)             | 1 161                     | 2,25                      |                          |                          |
|                                                                                      | Stéphane Alvarez Union des démocrates et indépendants               | 886                       | 1,72                      |                          |                          |
|                                                                                      | Dominique Mélé Parti communiste français (République et socialisme) | 638                       | 1,24                      |                          |                          |
|                                                                                      | Thomas Burc Divers (Union populaire républicaine)                   | 382                       | 0,74                      |                          |                          |
|                                                                                      | Jacqueline Uhart Lutte ouvrière                                     | 328                       | 0,64                      |                          |                          |
|                                                                                      | Gabriel Grosjean Divers droite                                      | 244                       | 0,47                      |                          |                          |
|                                                                                      | François Amigorena Divers (La République en marche diss.)           | 3                         | 0,01                      |                          |                          |
| Source : Ministère de l'Intérieur - Sixième circonscription des Pyrénées-Atlantiques |                                                                     |                           |                           |                          |                          |

### Élections de 2022
| Résultats des élections législatives des 12 et 19 juin 2022 de la 6e circonscription des Pyrénées-Atlantiques |                          |                          |                          |              |              |             |             |
| Candidat | Candidat                 | Parti et coalition       | Nuance                   | Premier tour | Premier tour | Second tour | Second tour |
| Candidat | Candidat                 | Parti et coalition       | Nuance                   | Voix         | %            | Voix        | %           |
| | Vincent Bru              | MoDem (ENS)              | ENS                      | 15 023       | 28,51        | 27 994      | 60,21       |
| | Tom Dubois-Robin         | LFI (NUPES)              | NUP                      | 10 302       | 19,55        | 18 497      | 39,79       |
| | Peio Dufau               | EH Bai (R&PS)            | REG                      | 7 667        | 14,55        |             |             |
| | Monique Becker           | RN                       | RN                       | 5 209        | 9,89         |             |             |
| | Bertrand Soubelet        | PLD                      | DVD                      | 3 088        | 5,86         |             |             |
| | Fabrice-Sébastien Bach   | LR                       | LR                       | 2 618        | 4,97         |             |             |
| | Philippe Jouvet          | LREM diss.               | DVC                      | 2 579        | 4,89         |             |             |
| | Christiane Néel          | REC                      | REC                      | 2 191        | 4,16         |             |             |
| | Marielle Goitschel       | RES                      | DIV                      | 1 681        | 3,19         |             |             |
| | Kevin Briolais           | MHAN                     | ECO                      | 1 453        | 2,76         |             |             |
| | Mathis Tenneson          | LREM diss.               | DVC                      | 508          | 0,96         |             |             |
| | Jacqueline Uhart         | LO                       | DXG                      | 376          | 0,71         |             |             |
| Votes valides                                                                                                 | Votes valides            | Votes valides            | Votes valides            | 52 695       | 98,09        | 46 491      | 90,65       |
| Votes blancs                                                                                                  | Votes blancs             | Votes blancs             | Votes blancs             | 736          | 1,37         | 3 364       | 6,56        |
| Votes nuls | Votes nuls               | Votes nuls               | Votes nuls               | 291          | 0,54         | 1 429       | 2,79        |
| Total | Total                    | Total                    | Total                    | 53 722       | 100          | 51 284      | 100         |
| Abstention | Abstention               | Abstention               | Abstention               | 51 779       | 49,08        | 54 222      | 51,39       |
| Inscrits / participation                                                                                      | Inscrits / participation | Inscrits / participation | Inscrits / participation | 105 501      | 50,92        | 105 506     | 48,61       |

### Élections de 2024
- Député sortant : Vincent Bru (Mouvement démocrate)

| Candidat                 | Candidat                 | Parti et coalition       | Nuances                  | Premier tour | Premier tour | Second tour | Second tour |
| Candidat                 | Candidat                 | Parti et coalition       | Nuances                  | Voix         | %            | Voix        | %           |
| ------------------------ | ------------------------ | ------------------------ | ------------------------ | ------------ | ------------ | ----------- | ----------- |
|                          | Peio Dufau               | EH Bai (NFP)             | UG                       | 21 649       | 29,43        | 27 117      | 36,28       |
|                          | Christian Devèze         | MoDem (ENS)              | ENS                      | 19 803       | 26,92        | 26 403      | 35,33       |
|                          | Victor Lastécouères      | RAD (RN)                 | UXD                      | 18 609       | 25,29        | 21 222      | 28,39       |
|                          | Emmanuelle Brisson       | LR                       | LR                       | 8 546        | 11,62        |             |             |
|                          | Jean Tellechea           | EAJ-PNB (PU)             | REG                      | 3 712        | 5,05         |             |             |
|                          | Jacqueline Uhart         | LO                       | EXG                      | 844          | 1,15         |             |             |
|                          | Eva Pernet               | SE                       | DVC                      | 248          | 0,34         |             |             |
|                          | Corinne Berthelot        | 100%C (TUPV)             | ECO                      | 161          | 0,22         |             |             |
|                          | Michel Lamarque          | SE                       | DIV                      | 1            | 0,00         |             |             |
|                          |                          |                          |                          |              |              |             |             |
| Votes valides            | Votes valides            | Votes valides            | Votes valides            | 73 573       | 97,41        | 74 742      | 97,15       |
| Votes blancs             | Votes blancs             | Votes blancs             | Votes blancs             | 1 392        | 1,84         | 1 634       | 2,12        |
| Votes nuls               | Votes nuls               | Votes nuls               | Votes nuls               | 565          | 0,75         | 556         | 0,72        |
| Total                    | Total                    | Total                    | Total                    | 75 530       | 100          | 76 932      | 100         |
| Abstention               | Abstention               | Abstention               | Abstention               | 31 087       | 29,16        | 29 689      | 27,85       |
| Inscrits / participation | Inscrits / participation | Inscrits / participation | Inscrits / participation | 106 617      | 70,84        | 106 621     | 72,15       |